# Donax rugosus
Donax rugosus ist eine Muschelart aus der Familie der Koffermuscheln (Donacidae).

## Merkmale
Das gleichklappige Gehäuse ist gerundet keilförmig-dreieckig und wird bis 6 cm lang. Es ist zum Hinterende hin verbreitert und abgestutzt. Das flache Hinterende fällt sehr steil ab. Die hintere Dorsalfläche ist fein konzentrisch gekörnelt. Der Vorderrand ist eng gerundet. Der Ventralrand nur schwach konvex gebogen. Die Mantellinie ist tief eingebucht. In der linken Klappe ist der vordere Kardinalzahn zweispitzig, der hintere Kardinalzahn ist nur schwach entwickelt. In der rechten Klappe ist der vordere Kardinalzahn kurz und der hintere Kardinalzahn stark gespalten zweispitzig. Lateralzähne fehlen.
Die Oberfläche zeigt feine konzentrische Wülste und feine radiale Riefen. Der Ventralrand ist fein gezähnelt. Die Schale ist außen meist weißlich bis orange, gelegentlich mit violetter Tönung. Innen ist sie mehr oder weniger intensiv violett gefärbt.

## Geographische Verbreitung und Lebensraum
Das Verbreitungsgebiet reicht von Mauretanien bis Angola. Die Tier bevorzugen sandige Böden im Flachwasser.

## Taxonomie
Das Taxon wurde schon 1758 durch Carl von Linné bereits in dieser Kombination aufgestellt. Es ist die Typusart der Gattung Donax Linnaeus, 1758.

## Belege